# Nickelodeon (Reino Unido e Irlanda)
Nickelodeon ou Nick é um canal de televisão britânico disponível na Sky Digital , Virgin Media, Tiscali TV e UPC Irlanda. O canal foi lançado em 1 de Setembro de 1993. É um dos canais mais antigos para crianças no Reino Unido.

## História
Lançado no dia 1 de setembro de 1993, codificado como parte do pacote da British Sky Broadcasting de múltiplos canais Sky, o Nickelodeon mostrava os desenhos animados e séries de ação ao vivo. O canal tinha originalmente um transponder para si no satélite Astra. No cabo, foi até o operador do canal, que seria de divisão de tempo, o que causou problemas sempre que o Nickelodeon alargou a sua hora. O canal era dividido com o Canal da Paramount (mais tarde, Paramount Comedy Channel, agora Comedy Central) após o seu lançamento em 1995. Não foram os apresentadores ao vivo com o lançamento do canal, mas eventualmente Nick Alive! foi introduzido, que contou com links ao vivo entre os shows, muitas vezes consistindo de apenas um único apresentador e o convite para os telespectadores a participar na phone-ins. Com o tempo, essas ligações vivas foram transferidas para os estúdios maiores, onde as pessoas foram convidadas para baixo agora aos estúdios para participar nas transmissões ao vivo, que foram dados vários nomes ao longo dos anos. 

## Nickelodeon Irlanda
Em 2004, Nickelodeon lançou um fluxo separado para os telespectadores da República da Irlanda, que foram chamados Nickelodeon Irlanda e Nick Jr. Irlanda. Tal como acontece com Sky1 & MTV, a única diferença é a publicidade, toda a programação é a mesma. O fluxo irlandês também é transmitido a partir do Reino Unido, no entanto, e é fornecido a todos os operadores de cabo irlandês e para os assinantes da Sky Digital irlandesa.

## Canais derivados

### Nick Replay
Em 1 de Setembro de 1999, uma mudança de 1 hora da Nickelodeon foi inicialmente lançado no Sky Digital. Nick Replay está disponível na Sky Digital e da Irlanda do UPC 605 e Virgin Media 713. 

### Nick Jr.
Em 1 de Setembro de 1999, Nick Jr. foi lançado na Sky Digital, que exibe programação destinada a crianças pré-escolares, a programação do pré-escolar foi previamente demonstrada durante o dia, no canal principal, mas possuia baixa audiência. 

### Nicktoons
Em 22 de julho de 2002, mostra cartoons, assim como outros desenhos animados, durante todo o dia. Em 31 de outubro de 2005, Nickelodeon e Nicktoons estendem seu horário de 05:00-23:00, e Nick Replay estende seu horário de 06:00 - 00:00. Televendas começou a transmitir esses canais fora do horário regular de transporte, bem como sobre Nick Jr. 2 Antes disso, esses canais tinham mostrado um testcard, slide logotipo ou loop promo durante horas fora do ar. Nick Jr. originalmente teve tempo dividido com a MTV Dance quando o canal começou no início de 2001, embora este deixou há algum tempo, com a MTV Dance ter passado 24 horas desde então. Bob Esponja e Os Padrinhos Mágicos fazem parte da empresa Nicktoons. 

### Nick Jr. Too
Em 24 de abril de 2006, A Nick Jr. 2 foi lançada. A Nick Jr. 2 mostra em um horário diferente para o principal canal Nick Jr. Em Novembro de 2014, O Canal teve seu nome modificado para Nick Jr. Too

### Nicktoons Replay
Em 1 de Agosto de 2009, uma 1 hora de tempo compartilhado com o Nicktoons foi lançado na Sky 630. O canal Nicktoons TimeShift substituiu o "spin off" canal irmão Nicktoonsters, que fechou o dia anterior.

### Nicktoonters
Em 18 de agosto de 2008, Nick Toonsters foi lançado. O objetivo era transmitir algum Nicktoons velho e mostra Rugrats, Os Thornberrys e Arnold Hey!. A respectiva licença apareceu pela primeira vez no site da Ofcom em setembro de 2007 (inicialmente chamado "NickToonsters", este foi alterado para Nick Replay em 1 de Agosto de 2009). O canal foi fechado em 31 de Julho de 2009 e foi substituído por uma hora de tempo compartilhado de Nicktoons e Nicktoons Replay em 1 de Agosto de 2009.

## Apresentadores
- Mark Felgate
- Sy Thomas
- Laura Hamilton
- Olly Murray

## Programação
- Peppa Pig
- Show da Amanda
- Drake & Josh
- The Elephant Princess
- Os Padrinhos Mágicos
- Genie in the House
- H2O: Meninas sereias
- iCarly
- King Arthur's Disasters
- Mr. Bean (Censored version)
- My Parents are Aliens
- The Naked Brothers Band
- Manual de Sobrevivência Escolar do Ned
- Os Pinguins de Madagascar
- Renford Rejects
- Sabrina, aprendiz de feiticeira
- The Sleepover Club
- Space Goofs
- Spectacular!
- Bob Esponja
- Three Friends & Jerry
- Unfabulous
- Big Time Rush
- Victorious
- Fanboy e Chum Chum
- House of Anubis
- Power Rangers: Samurai
- T.U.F.F. Puppy
- Supah Ninjas
- Winx Club
- Kung Fu Panda: Legends of Awesomeness
- How to Rock
- Tartarugas Ninja
- Fred: O Show
- Marvin Marvin
- Life with Boys

## Kid´s Choice Awards do Reino Unido
O Nickelodeon Kids Choice Awards do Reino Unido, também conhecido como o KCAs, é uma premiação anual show realizada desde 2007, semelhante as versões americana e australiana. O espectáculo conta com convidados famosos e numerosos atos musicais.Os locais para ambas as cerimônias de premiação foi no Centro de Exposições Excel London. A primeira do Reino Unido cerimônia de premiação ocorreu em 20 de Outubro de 2007 apresentado pela banda pop McFly estreando-se a data de estreia 27 de setembro de 2007. 
A segunda UK cerimônia de premiação teve lugar no dia 13 de setembro de 2008, apresentado pelo The X Fator  julgando Danni Minogue estreando no ar 23 de setembro de 2008. A terceira cerimônia de premiação terá lugar em Outubro de 2009, apresentado pela Hadouken!. O site KCA será relançado em breve. Os apresentadores do canal Nickelodoeon Mark Felgate, Sy Thomas e Laura Hamilton também foram à cerimônia em 2007 e 2008, entraram no backstage com celebridades e os vencedores do candidato para um spin-off show no canal e no site online. Novo apresentador Olly Murray estará na cerimônia em 2009, juntamente com 3 apresentadores de verão 